# East Dorset
East Dorset is een plaats in het graafschap Dorset, district Dorset en telt 83.786 inwoners. De oppervlakte bedraagt 354 km².
Van de bevolking is 25,4% ouder dan 65 jaar. De werkloosheid bedraagt 1,7% van de beroepsbevolking (cijfers volkstelling 2001).

## Plaatsen in East Dorset
- Alderholt
- Colehill
- Corfe Mullen,
- Ferndown
- St Ives
- Verwood
- West Moors
- West Parley
- Wimborne Minster